# Duguetia marcgraviana
Duguetia marcgraviana är en kirimojaväxtart som beskrevs av Carl Friedrich Philipp von Martius. Duguetia marcgraviana ingår i släktet Duguetia och familjen kirimojaväxter. Inga underarter finns listade i Catalogue of Life.